# 索特尼齊基科扎喬克
50°25′59″N 35°54′53″E / 50.43306°N 35.91472°E
索特尼齊基-科扎喬克（烏克蘭語：Сотницький Козачок）是位於烏克蘭東部的村莊，由哈爾科夫州博霍杜希夫區的佐洛奇夫市鎮負責管轄。該村始建於1675年，面積1.94平方公里，海拔高度151米，2001年人口177，人口密度每平方公里91.2人。